# Шпорк, Иоганн фон

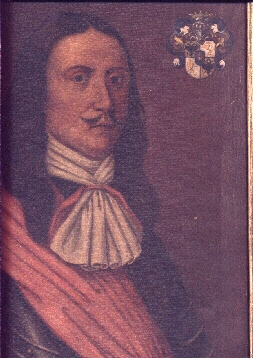
Иоганн фон Шпорк
(оригинал принадлежит семье и находится в Дельбрюке)

Иоганн фон Шпорк (нем. Johann von Sporck, чеш. Jan Špork; 6 января 1600, Шпоркхоф, Вестфалия — 6 августа 1679, замок Гержманув-Местец, Богемия) — генерал кавалерии Баварии, затем Священной Римской империи. С 1647 года — барон, с 1664 года — граф.

## Биография
Родился 6 января 1600 года в местечке Шпоркхоф епископства Падерборн, герцогство Вестфалия (ныне Шёнинг в Дельбрюке, земля Северный Рейн-Вестфалия). По другим данным родился в 1595 году. Его родители — Франц Нольте (названное имя Шпорк) и дочь Йобста Шпорка (нем.). Всего в семье родилось 5 детей, одна дочь и четверо сыновей, двое из которых также предпочли военную службу.
В 1620 году Иоганн поступил на службу в баварскую кавалерию, в составе которой провоевал почти всю Тридцатилетнюю войну. Начинал в драгунском полку, затем долгое время служил корнетом в полку кирасиров Дитриха Лотара фон Беннингхаузена. Первым его сражением стала битва на Белой Горе 8 ноября 1620 года. Воевал под командованием маршала Тилли в Пфальце, Вестфалии, Баварии и Саксонии. После смерти маршала в 1632 году Шпорк уже в звании ротмистра в составе армии Валленштейна дрался под Фюртом. Bпоследствии Иоганн стал офицером в полку Иоганна фон Верта. В 1638 году участвовал в разгроме превосходящих сил шведского генерала Кёнигсмарка, получив ранение в лицо. В 1639 году назначен командиром полка. В 1640—1642 годах трижды одерживал победы над отрядами саксен-веймарской армии. 6 марта 1645 года участвовал в битве под Янковом, в которой победили шведы. Сам Шпорк был ранен, но во главе своих баварских всадников сумел вырваться и добраться до Йиглавы, где шведы его настигли и взяли в плен. Несмотря на неудачу император Фердинанд III высоко оценил отвагу полковника и не только выкупил его из плена, но и произвёл в генерал-майоры. Впоследствии Шпорк воевал против шведов и французов в Гессене и Баварии. 14 марта 1647 года баварский курфюрст Максимилиан I заключил с Францией и Швецией Ульмское перемирие. Шпорк и его бывший командир Верт, посчитав поступок курфюрста изменой императору, перешли на службу Габсбургам.
Император оценил преданность Шпорка и 12 октября 1647 года присвоил ему звание фельдмаршала-лейтенанта, а также пожаловал титул барона и имение Лиса-над-Лабем. Как владелец поместья в Богемии 21 января 1648 года Иоганн Шпорк получает инколат королевства Богемского, то есть был включён в дворянское сословие этой страны. В октябре 1648 года Шпорк со своими войсками выступил на помощь осаждённой Праге, но по пути узнаёт о заключении Вестфальского мира, завершившим Тридцатилетнюю войну. Вскоре Верт выходит в отставку и Шпорк возглавил всю императорскую кавалерию.
В 1657 году Империя вмешалась в Северную войну 1655—1660 годов на стороне Польши, направив армию генерала Раймунда Монтекукколи, в составе которой был и Шпорк. В Польше Иоганн принял участие в разгроме трансильванского князя Дьёрдя II Ракоци, освобождении Кракова и взятии Познани. Следующие три года Шпорк, командуя всей кавалерией Монтекукколи, провёл в боях против шведов в Голштинии и Ютландии, пока боевые действия не были перенесены в Померанию, где Иоганн познакомился со своей второй женой.
В 1663—1664 годах Шпорк в составе армии Монтекукколи принял участие в Четвёртой австро-турецкой войне. 1 августа 1664 года в решающий момент битвы при Сентготтхарде именно атака кавалерии под командованием Иоганна принесла победу над турками. Через 9 дней после сражения Османская империя согласилась заключить мирный договор. В качестве награды Шпорку 23 августа пожаловали наследственный титул имперского графа (нем.). Часть венгерской и хорватской знати, недовольная исходом войны составила заговор с целью военным путём добиться отделения Венгрии и Хорватии от Австрии. В марте 1670 года один из лидеров заговорщиков Ф. К. Франкопан призвал в Загребе горожан к восстанию. Шпорк успешно боролся против повстанцев и после подавления мятежа получил от императора награду — 100 тысяч золотых.
В 1671 году Шпорк, которому было уже больше 70 лет, из которых он пятьдесят провёл на войне, совершил паломничество в итальянскую Лорету, к Базилике Санта-Каза. По дороге он посетил Рим, где был удостоен аудиенции у Папы римского Климента X.
Вернувшись из паломничества Шпорк отправился на Голландскую войну, несколько лет участвуя под командованием Монтекукколи в боях против французов в Голландии, Рейнской долине и Эльзасе. В 1675 году, вскоре после смерти прославленного французского маршала Тюренна, 75-летний Шпорк подал в отставку.
Последние годы фельдмаршал-лейтенант граф фон Шпорк провёл в своих богемских поместьях, где и скончался 6 августа 1679 года. В момент смерти его владения оценивались в три миллиона золотых.

## Семья
Первый раз женился в 1639 году на баронессе Анне Маргарете фон Линзинген, которая вместе с дочерью умерла в конце 1650-х годов в Польше, когда сопровождала мужа в походе. Во второй раз женился в 1660 году на баронессе Элеоноре-Марии-Екатерине фон Финек из старого мекленбургского рода, умершей в 1674 году в городе Валансьен (графство Геннегау), сопровождая мужа в очередном походе. От первого брака у фон Шпорка были дочь Анна Катерина и сын Фридрих Леопольд, от второго — дочь Мария Сабина и сын Франтишек Антонин (Франц-Антон) Шпорк, известный в Чехии как один из самых образованных людей того времени и крупный меценат, друживший с Вивальди, М. Б. Брауном и многими другими известными людьми искусства.

## Память
- В Венском музее военной истории находятся портрет графа фон Шпорка и его панцирь, из-за своей сложной конструкции представляющий из себя выдающийся пример немецкого искусства.[6] Панцирь долгое время принадлежал семье пока в 1858 году не был передан императорскому Арсеналу в Вене, в 1886 году панцирь перешёл во владение Управлению камергера, откуда был передан в Музей армии.[5]
- В Дельбрюке и Хёфельхофе[7] есть улицы Sporckstraße.
- В 1913 году в Вене появилась Sporckplatz.
- Шпорк появляется в новелле Райнера Марии Рильке «Песнь о любви и смерти корнета Кристофа Рильке». Он стал главным героем романа Йозефа Сватека «Граф Шпорк».

## Список литературы
- Wilhelm Honselmann: Johann Graf von Sporck (1600—1679) und seine Verwandten im Delbrücker Land. In: Westfälische Zeitschrift 136 (1986), S. 319—334.
- Helmut Lahrkamp: Ein Sporck-Porträt aus dem Jahre 1644. In: Zeitschrift Westfalen 74, 1996, S. 164 f.
- Georg Joseph Rosenkranz: Graf Johann von Sporck, k. k. General der Kavallerie. Paderborn 1854, GoogleBooks
- Hubert Rösel: Johann Graf Sporck (1595—1679) und Franz Anton (1662—1743). In: Westfälische Lebensbilder Bd. 11, Münster 1975, S. 203—226.
- Felix Stieve: Sporck, Johann Graf von. In: Allgemeine Deutsche Biographie (ADB). Band 35, Duncker & Humblot, Leipzig 1893, S. 264—267.
- Sporck (Johann Reichs-Graf von). In: Zedlers Universal-Lexicon, Band 39, Leipzig 1744, Spalte 367 f.